# Lichte daguil
De lichte daguil (Heliothis viriplaca) is een dagactieve nachtvlinder uit de familie Uilen (Noctuidae). 

## Kenmerken
De spanwijdte van de vlinder bedraagt tussen de 25 en 30 millimeter, de voorvleugellengte bedraagt 13 tot 15 millimeter. Deze uil heeft een zandkleurig bruine voorvleugel met een donkere middenband, waarin de niervlek als een donkere vlek is opgenomen. Langs de binnenzijde van de golflijn bevindt zich een donkere schaduw, die zich bij de binnenrand vaak uitstrekt tot aan de middenband. Langs de voorrand bevindt zich een donkere vlek aan het uiteinde van de golflijn.
De rups heeft een lengte tot 42 mm. Het lichaam zeer variabel in kleur van verschillende tinten groen tot roodachtig bruin, rozeachtig of purperachtig, gewoonlijk met een fijne tekening van gele spikkels en streepjes. Over de rug lopen twee gele lengtestrepen en over de spiracula een gele lengteband, die langs de onderrand een witte zoom heeft. De kop is lichtgroen of bruin met zwarte stipjes.

### Gelijkende soorten
De heidedaguil (H. maritima) heeft in het wortelveld een donkere schouderstreep en de binnenrand van de donkere middenband is dieper geknikt; bovendien heeft deze soort een voorkeur voor heidegebieden. Ook de gouden daguil (Synthymia fixa) lijkt op de lichte daguil. Een lichte lijn dwars door de middenband, die echter niet altijd bij de gouden daguil te zien is, komt bij de lichte daguil nooit voor.

## Levenscyclus
De rups is te vinden van juli tot oktober. De rups leeft op de bloemen en de onrijpe zaden van de waardplant. De soort overwintert als pop in een losse cocon op of in de grond. De soort vliegt van half mei tot eind augustus in twee generaties. De vlinders vliegen overdag bij zonnig weer en bezoeken bloemen van onder andere slangenkruid en klaver; ze schieten vaak snel van de ene bloem naar de andere. De vlinders zijn ook ´s nachts actief en komen op licht.
De waardplanten zijn allerlei kruidachtige planten, zoals uit de geslachten Crepis, Trifolium, Silene, Ononis en Centaurea.

## Voorkomen
De lichte daguil komt voor van Noordwest-Afrika en de Canarische eilanden via heel Europa en grote delen van Azië tot Japan, Korea, Sachalin en naar het zuiden tot Kasjmir en Burma. In Scandinavië vooral als trekker maar in Zuid-Engeland, Zuid-Zweden en Denemarken als standvlinder. In Nederland zeldzaam, vooral aanwezig in de duinen. In België beperkt tot Wallonië, zeer zeldzaam en zeer lokaal in de Gaume. Uit de kalkstreek ontbreken recente waarnemingen.
De habitat bestaat vooral uit graslanden en braakliggende akkers.